# Municipio de Logan (condado de Winnebago)
El municipio de Logan (en inglés: Logan Township) es un municipio ubicado en el condado de Winnebago en el estado estadounidense de Iowa. En el año 2010 tenía una población de 201 habitantes y una densidad poblacional de 2,74 personas por km².

## Geografía
El municipio de Logan se encuentra ubicado en las coordenadas 43°27′58″N 93°40′0″O / 43.46611, -93.66667. Según la Oficina del Censo de los Estados Unidos, el municipio tiene una superficie total de 73.42 km², de la cual 72,81 km² corresponden a tierra firme y (0,82 %) 0,6 km² es agua.

## Demografía
Según el censo de 2010, había 201 personas residiendo en el municipio de Logan. La densidad de población era de 2,74 hab./km². De los 201 habitantes, el municipio de Logan estaba compuesto por el 97,51 % blancos, el 0,5 % eran amerindios, el 1 % eran asiáticos y el 1 % eran de una mezcla de razas. Del total de la población el 1,49 % eran hispanos o latinos de cualquier raza.